# Chlorosarin
Le chlorosarin est un précurseur du sarin, un agent innervant utilisé comme arme chimique, et est à ce titre inscrit au tableau 1 de la Convention sur l'interdiction des armes chimiques. Il intervient à la dernière étape de la fabrication du sarin et produit des effets physiologiques semblables : hypersalivation, dyspnée, myosis, nausées, convulsions, etc.